# Dylan Minnette

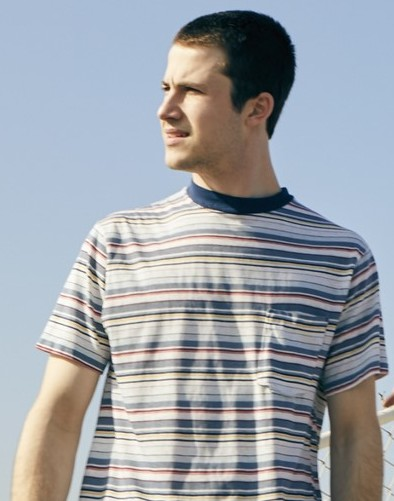
Dylan Minnette in 2018

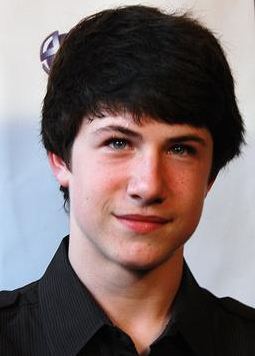
Dylan Minnette in 2010

Dylan Christopher Minnette (Evansville (Indiana), 29 december 1996) is een Amerikaans acteur en muzikant.

## Biografie
Minnette werd geboren in Evansville (Indiana) en groeide op in Champaign (Illinois) om later te verhuizen naar Los Angeles voor zijn acteercarrière.
Minnette is naast acteur ook muzikant, hij is  zanger en gitarist van de muziekband Wallows. Deze band won in 2010 een lokale muziekwedstrijd en sindsdien hebben zij opgetreden op onder meer Whiskey A Go-Go in Los Angeles.

## Young Artist Awards
- 2011 in de categorie Beste Optreden door een Jeugdacteur in een Bijrol in een Televisieserie met de televisieserie Medium - gewonnen.
- 2011 in de categorie Beste Optreden door een Jeugdcast in een Film met de film Let Me In - genomineerd.
- 2011 in de categorie Beste Optreden door een Jeugacteur in een Televisieserie met de televisieserie Lost - genomineerd.
- 2009 in de categorie Beste Optreden door een Jeugdacteur in een Bijrol in een Televisieserie met de televisieserie The Mentalist - genomineerd.
- 2008 in de categorie Beste Optreden door een Jeugdacteur in een Televisieserie met de televisieserie Saving Grace - gewonnen.

## Filmografie

### Film
Uitgezonderd korte films.
- 2022 Scream - als Wes Hicks
- 2018 The Open House - als Logan Wallace
- 2017 The Disaster Artist - als Dylan Minnette
- 2016 Don't Breathe - als Alex
- 2015 Goosebumps - als Zach
- 2014 Alexander and the Terrible, Horrible, No Good, Very Bad Day - als Anthony Cooper
- 2013 Labor Day – als Henry – 16 jaar
- 2013 Prisoners – als Ralph Dover
- 2010 Let Me In – als Kenny
- 2008 The Clique – als Todd Lyons
- 2008 Snow Buddies – als Noah
- 2007 Fred Claus – als weeskind
- 2007 Game of Life – als Billy
- 2006 The Year Without a Santa Claus – als Iggy Thislewhite

### Televisie
Uitgezonderd eenmalige gastrollen.
- 2022 The Dropout - als Tyler Shultz - 4 afl.
- 2017-2020 13 Reasons Why - als Clay Jensen - 49 afl.
- 2014 Agents of S.H.I.E.L.D. - als Donnie Gill - 2 afl.
- 2014 Scandal - als Jerry Grant - 6 afl.
- 2012 Awake – als Rex Britten – 13 afl.
- 2010-2011 Men of a Certain Age – als Reed – 4 afl.
- 2007-2010 Saving Grace – als Clay Norman – 40 afl.
- 2010 Lost – als David Shephard – 4 afl.
- 2007 Grey’s Anatomy - seizoen 4 aflevering 5
- 2005-2006 Prison Break – als jonge Mike – 5 afl.

- Bibsys: 1465453924995
- Bibliothèque nationale de France: cb17069353z (data)
- Gemeinsame Normdatei: 110559615X
- International Standard Name Identifier: 0000 0004 0970 5162
- Library of Congress Control Number: no2013059614
- MusicBrainz: b9d861b2-b66b-4bae-ad32-094f23da85ac
- Nationale Bibliotheek van Tsjechië: xx0217943
- Nederlandse Thesaurus van Auteursnamen: 402293606
- Système universitaire de documentation: 200714740
- Virtual International Authority File: 303671282
- WorldCat: E39PBJqVYm6rBbbq49KWX8hJXd